# Macrosiphoniella kuwayamai
Macrosiphoniella kuwayamai är en insektsart. Macrosiphoniella kuwayamai ingår i släktet Macrosiphoniella och familjen långrörsbladlöss. Inga underarter finns listade i Catalogue of Life.